# يان مكاي (جندي)
يان مكاي (بالإنجليزية: Ian McKay)‏ هو جندي بريطاني، ولد في 7 مايو 1953 في Wortley, South Yorkshire ‏ في المملكة المتحدة، وتوفي في 12 يونيو 1982 في Mount Longdon ‏ في جزر فوكلاند.